# Гиш, Лиллиан
Лиллиан Дайана Гиш (англ. Lillian Diana Gish, 14 октября 1893, Спрингфилд, Огайо, США — 27 февраля 1993, Нью-Йорк, США) — американская актриса, кинорежиссёр и сценарист с 75-летней кинокарьерой (1912—1987). Была популярной кинозвездой с 1912 года до конца 1920-х, особенно в связи с ролями в фильмах Дэвида У. Гриффита, в том числе сыграла главную роль в самом кассовом фильме эпохи немого кино — «Рождение нации» (1915). Сестра актрисы Дороти Гиш. В раннем возрасте дебютировала в театре, где, как и её сестра, играла детские роли в пьесах мелодраматического содержания. По рекомендации Мэри Пикфорд, их театральной подруги, с которой они гастролировали по США, в 1912-м году сестёр снял в своём фильме «Невидимый враг» Дэвид Уорк Гриффит. После своего первого фильма они стали сниматься в кино и, в частности, принимали участие во многих постановках Гриффита. С наступлением эры звукового кино Лиллиан вернулась в театр, где играла роли в пьесах классического репертуара. В кино с тех пор она снималась нечасто, в том числе в известных ролях в вестерне «Дуэль под солнцем» (1946, номинация на «Оскар» за лучшую женскую роль второго плана) и триллере «Ночь охотника» (1955). С начала 1950-х по 1980-е годы она также много работала на телевидении и завершила свою кинокарьеру в возрасте 93 лет, сыграв вместе с Бетт Дейвис в фильме «Августовские киты» (1987).
В 1970 году удостоилась специального приза Американской киноакадемии за вклад в развитие кинематографа и актёрское мастерство. Американский институт киноискусства поставил Гиш на семнадцатое место в списке «100 величайших звёзд кино за 100 лет по версии AFI». В последние годы своей жизни Гиш стала убеждённым сторонником признания и сохранения немого кино. Её называют «первой леди американского кино» и приписывают ей новаторство в фундаментальной технике киноактёрского мастерства. Несмотря на то, что она более известна своими ролями в кино, Гиш также преуспела и на сцене и в 1972 году была введена в Зал славы американского театра.

## Биография

### Происхождение
В своих мемуарах «Кино, Гриффит и я» Гиш указывала, что среди её предков были англичане, прибывшие в Америку ещё в 1632 году, французы, шотландцы, ирландцы. Первые несколько поколений Гишей были данкерскими священниками (течение «Данкерские братья»). К числу её предков относился Закари Тейлор, 12-й американский президент.
Матерью Лиллиан была Мэри Гиш (урождённая Мэри Робинсон МакКоннелл) (16 сентября 1876, Дейтон (штат Огайо) — 17 сентября 1948, Нью-Йорк) — епископалка шотландского происхождения, отцом — Джеймс Ли Гиш (? — 9 января 1912, Норман (штат Оклахома)), ведший свою родословную от немецких лютеран.
Джеймс Ли Гиш работал в Спрингфилде (штат Огайо) в фирме, занимавшейся продажей бакалейных товаров. С Мэри МакКоннелл он познакомился, находясь в деловой поездке. Они поженились 8 января 1893 года, а 14 октября у них родилась дочь, которую они назвали Лиллиан.

### Ранние годы
Когда Лиллиан было около года, её отец открыл кондитерскую в Дейтоне — на родине её матери, где 11 марта 1898 года у них родилась ещё одна дочь — Дороти. Вскоре после этого Джеймс уехал жить в Нью-Йорк. Мэри продолжала работать в кондитерской, но денег не хватало, поэтому она решила тоже переехать в Нью-Йорк вместе с дочерьми. В Нью-Йорке она сняла квартиру на 39-й улице Манхэттена, сдала в ней комнату двум молодым актрисам и стала работать продавщицей в Бруклинском универмаге. Отец вскоре оставил семью. Однажды их жилица, актриса Долорес Лорн, посоветовала Мэри оставить работу в универмаге и, с учётом её внешности, начать выступать в театре. Мэри согласилась, начав играть в театральной труппе Проктора, где исполняла роли в амплуа инженю.
Вскоре подруга Мэри актриса Алиса Найлс попросила у неё разрешения взять Лиллиан с собой на гастроли, так как Алисе была нужна девочка, которая смогла бы играть с ней на сцене, а Лиллиан была подходящего возраста (тогда ей было пять лет). Мэри согласилась, и Алиса с Лиллиан отправились в турне (одновременно в турне отправилась и её сестра Дороти вместе с Долорес Лорн). Дебют Гиш на театральной сцене состоялся в здании «The Little Red Schoolhouse» в небольшом селении Райзингсан округа Вуд (штат Огайо), в тот вечер она сыграла в пьесе «В полосатой куртке каторжника». В афишах её назвали «Бэби Лилиан».

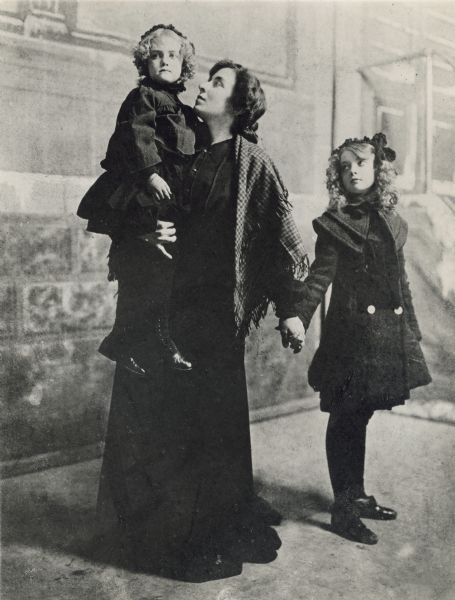
Лиллиан (справа) и Дороти Гиш с актрисой Хелен Рэй, которая играла их мать в пьесе «Её первый неверный шаг». Фотография 1903 года.

По окончании театрального сезона Лиллиан и Дороти вернулись в Нью-Йорк к матери. Накопленных за сезон денег оказалось недостаточно, чтобы прожить в городе всё лето до следующего сезона, поэтому до осени семья отправилась жить в город Массиллон (штат Огайо) к тёте и дяде Лиллиан — Эмили и Фрэнку Кливерам. В конце августа Мэри с дочерьми вернулась в Нью-Йорк, и они начали искать работу в новом сезоне. В итоге их пригласили поехать в турне с труппой, игравшей пьесу «Её первый неверный шаг» (англ. Her First False Step), в которой главную роль исполняла актриса Хелен Рэй. Лиллиан и Дороти играли её детей, Мэри тоже исполняла небольшую роль.
В последующие годы Мэри, Лиллиан и Дороти продолжали играть на сцене, гастролируя вместе с труппами передвижных театров по всей стране. Позже Гиш вспоминала про эти годы: «Когда я начала петь и танцевать на сцене, мне было пять или шесть лет; в раннем детстве я потеряла отца, и с сестрой Дороти мы помогали семье, выступая в театре». На протяжении театрального сезона мать и её дочери могли находиться в разных труппах и городах, что привело к раннему взрослению Лиллиан, приучило её к самостоятельности и умению адаптироваться к различным обстоятельствам.
Однажды во время поисков работы в театрах Нью-Йорка Мэри познакомилась с Шарлоттой Хеннесси Смит — матерью трёх детей: Глэдис, Шарлотты и Джона. Семья Смит, как и семья Гиш, зарабатывала на жизнь игрой на сцене, и ради экономии денег они решили снимать одну квартиру на обе семьи. Впоследствии члены семьи Смит станут киноактёрами под псевдонимом «Пикфорд», а старшая дочь Шарлотты Глэдис (будущая кинозвезда Мэри Пикфорд) сыграет в судьбе сестёр Гиш важную роль.
Мэри удалось накопить денег, и летом она решила открыть кондитерский ларёк в нью-йоркском парке развлечений «Форт Джордж». Пока она занималась этим делом, Лиллиан и Дороти зарабатывали деньги, позируя художникам и фотографам. Семье пришлось снять комнату в отдалённом районе, и Смиты уже не жили с ними, но часто навещали их в парке. В следующем театральном сезоне Мэри и её дочери отправились на гастроли с пьесой «Человек, говоривший правду», где главную роль исполняла актриса Мод Фили, но к середине сезона спектакль провалился. После этого Лиллиан в течение двух сезонов танцевала в Нью-Йорке в труппе Сары Бернар. Далее последовали гастроли Гишей со спектаклем «Зов долга». Позднее Мэри и Дороти в течение трёх лет выступали в труппе актёра Фиска О’Хары, Лиллиан в это время гастролировала отдельно от них.
Сёстры Гиш становились старше, и найти работу в театре для них было всё труднее. Поэтому Мэри, накопив денег, приняла решение переехать в город Ист-Сент-Луис (штат Иллинойс), где жили её родственники — Генри и Роуз МакКоннелл, и открыла там по соседству с кинотеатром-никельодеоном «Маджестик» кондитерскую под названием «Majestic Candy Kitchen», в которой Лиллиан и Дороти помогали ей продавать попкорн и конфеты посетителям «Маджестика». Впоследствии на его экране сёстры увидят свою подругу Глэдис, играющую в фильме «Лена и гуси» (англ. Lena and the Geese, 1912), что произведёт на Лиллиан и Дороти большое впечатление. Мэри отправила Лиллиан учиться в школу местного монастыря урсулинок, где Гиш получила начальное образование, изучала французский язык.
Вскоре кондитерская семьи Гиш погибла при пожаре, а так как она была не застрахована, это ещё больше усугубило их бедственное положение. Мэри с дочерьми вновь отправилась в Массиллон к своим родственникам. Там она получила письмо от своего деверя Альфреда Гранта Гиша, в котором он сообщал, что её муж Джеймс тяжело болен и находится в лечебнице в городе Норман (штат Оклахома). Мэри послала Лиллиан навестить его. Гиш отправилась в город Шони (штат Оклахома), где жили Альфред и его жена Мод, но когда она приехала, её дядя сообщил ей, что отцу слишком плохо и он не выдержит свидания, поэтому Лиллиан пришлось вернуться обратно к матери и сестре. Джеймс Ли Гиш скончался в Нормане спустя год, 9 января 1912 года. К тому времени Мэри с дочерьми снова переехала в Нью-Йорк в поисках работы на сцене.

### Карьера в кино
Однажды семья Гиш решила навестить Глэдис Смит, которая к тому времени уже взяла псевдоним «Мэри Пикфорд» и работала с режиссёром Дэвидом Гриффитом в кинокомпании «Мутоскоп и Байограф», чья киностудия на тот момент располагалась в 11-м доме на Восточной 14-й улице Манхэттена, неподалёку от площади Юнион-сквер. Пикфорд рассказала им, что снимается в кино уже три года и зарабатывает на съёмках намного больше, чем в театре. В тот же день она познакомила семью Гиш с Гриффитом, который как раз искал двух молодых актрис для съёмок в своём новом фильме «Невидимый враг» и сразу же устроил Лиллиан и Дороти кинопробы. Он остался доволен результатом и предложил сёстрам продолжить работу над фильмом, на что они ответили согласием. В этот же день Гриффит снял Мэри, Лиллиан и Дороти в качестве статисток в ролях театральных зрительниц в другом своём фильме — «Две дочери Евы». На следующий день начались репетиции и съёмки «Невидимого врага». Съёмочный процесс занял три дня, а гонорар каждой из сестёр составил по пять долларов за каждый съёмочный день, что было больше, чем они когда-либо могли заработать в театре. После окончания съёмок Лиллиан и Дороти оставили на студии свой адрес и попросили вызывать их, если найдутся подходящие роли.
Первоначально сёстры и их мать не рассматривали кинематограф как постоянное место работы и пытались найти работу на сцене. Однако, так как найти подходящие театральные роли было трудно, а заработки в кино были выше, они связали свою жизнь со съёмками фильмов. Лиллиан позже писала: «Кино было странным, смущающим миром, совсем не похожим на тот, что мы знали. Но всё вокруг было до того увлекательно, что десяти- или даже двенадцатичасовой рабочий день пролетал раньше, чем мы успевали заметить». В этот период роли, сыгранные Лиллиан, были весьма различны. В основном она принимала участие в небольших одночастных фильмах, которые снимались за несколько дней. Первый её большой фильм назывался «Материнское сердце» (1913), и за исполнение роли в нём она получила ряд положительных оценок. «Секрет её успеха в отсутствии так называемой игры!», — несколько парадоксально писали в прессе. Другой её известной ролью стало участие в фильме Гриффита «Юдифь из Бетулии» (1913), одной из первых крупных по размеру (в четырёх частях) постановок режиссёра.
Позже она снималась во многих других фильмах Гриффита: «Рождение нации», «Сиротки бури» (1921), «Нетерпимость», «Сломанные побеги» (1919), «Путь на Восток» (1920). По-настоящему знаменитой актрису сделала роль в масштабной постановке «Рождение нации». Позже Гриффит вспоминал, что когда он решил доверить Гиш роль в этом фильме, он просто посчитал, что она способна с ней справиться и не предполагал, насколько удачным окажется созданный образ. Режиссёр говорил, что в любом случае был уверен, что эта работа будет оригинальной, а полученный результат в исполнении актрисы назвал выдающимся. Сама же Гиш говорила, что этот громкий успех оказался для неё полной неожиданностью, так как она с самого начала не особенно была расположена к своей роли, а кроме того, первоначально посчитала её неоправданно растянутой. Однако после выхода фильма на экраны, когда в газетах стали появляться многочисленные положительные статьи и публиковаться фотографии Лиллиан, возникло ощущение, что кроме актрисы и её партнёра, в картине больше никто не принимал участие, настолько единодушна была пресса в оценке её успеха. В «Сломанных побегах» актриса создала один из наиболее известных своих образов, в котором сумела достичь вершин драматизма. Историк кино Жорж Садуль писал, что несмотря на недостатки фильма роль, созданная Гиш, безупречна, и она превосходит в трагедийном плане образы, сыгранные Пикфорд:
Поношенное платьице, косы, вязаная шаль, худые башмаки, усталая походка, узкая грудь, маленькая круглая шляпка; нет ничего шаловливого у этой девочки — „лилии предместий“. Она исполнена чаплиновской грусти, и её символизирует особенный жест — двумя пальчиками, сложенными буквой V, девочка приподнимает уголки своего рта и так пытается выразить невозможную для неё улыбку. Такая героиня явно обречена на смерть до того, как она перестанет играть в куклы.
Знаменитый жест своей героини в виде приподнимания пальцами уголков рта придумала сама актриса. Он возник на репетиции случайно, практически бессознательно и был подхвачен режиссёром. На его вопрос, как ей посчастливилось сделать такую находку, Гиш сказала: «Я не придумывала, мистер Гриффит. Это пришло само собой, — ответила я, не подозревая, что этот жест станет чем-то вроде моей фабричной марки во всём мире». Важнейшую сцену фильма, в которой пьяный отец-боксёр избивает свою дочь, актриса почти трое суток репетировала без остановок, почти без сна. Историк кино Ежи Тёплиц по этому поводу заметил: «Несколько десятков часов репетиций для того, чтобы сыграть сцену, длящуюся на экране несколько минут! — так работал Гриффит и его группа».
У Гиш непревзойдённая техника рук. Она заставляет зрителя понимать всю суть переживаемого ритмическими колебаниями своих рук. Она может на протяжении длиннейшей сцены стоять неподвижно, и зритель будет прикован к её недвигающемуся застывшему лицу, на котором живут, вернее «работают» одни глаза. Она создаёт разнообразные образы — различными системами походки и движениями рук. В отличие от Пикфорд — Лилиан Гиш в форму умеет вкладывать чувство. И эти чувства её губят. Как истинная американка, Гиш излишне сентиментальна. Она заливает экран слезами.
В 1920 году актриса сняла фильм «Моделируя собственного мужа». После «Biograph» Лиллиан Гиш подписала контракт со студией «MGM», где её первой картиной стала «Богема» (1926). Советский критик Стефан Мокульский, ещё в 1920-е годы отметил, что наиболее характерные для актрисы роли — это сентиментальные героини: «обольщённые, покинутые и брошенные девушки». Эти образы критики связывают с её французским происхождением: «Созданные ею на экране образы продолжают Манон Леско или Маргариту Готье — всю длинную вереницу „погибших, но милых созданий“, которых так любят французская литература и театр. Среди её героинь Генриэтта в „Двух сиротках“ — французская девушка-простушка, бессознательно кокетливая и жеманная. В „Богеме“ она создаёт один из своих самых совершенных образов — Мими, дитя Парижа, дочь Латинского квартала. В её игре — чисто французские жеманство и грациозность». Жорж Садуль писал, что Гиш была самой крупной американской актрисой эпохи немого кино, в её работах обнаруживается «самобытный талант выдающейся актрисы, которая никогда не впадала в жеманство, хотя и была близка к нему…»

### Возвращение в театр

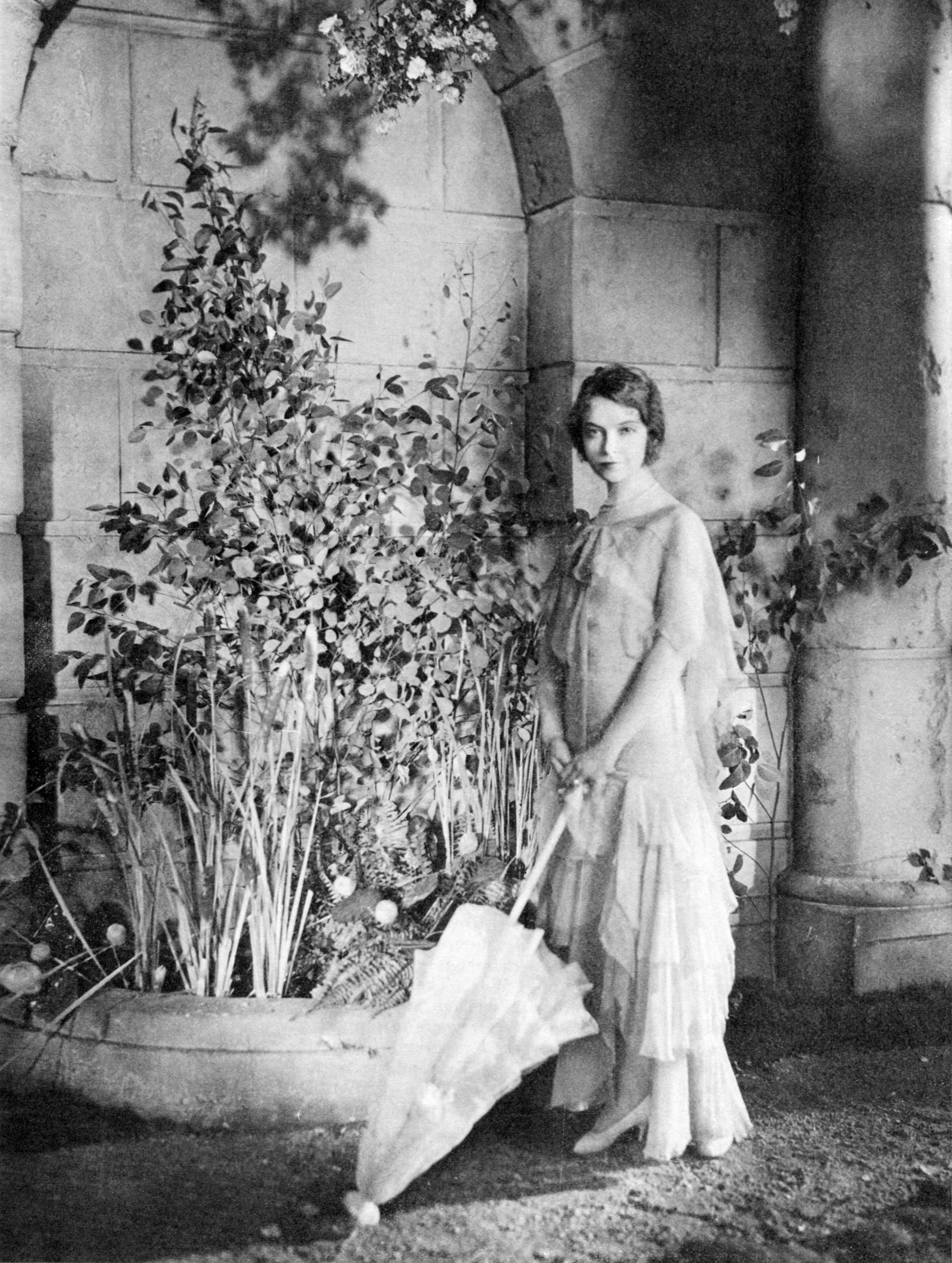
Лиллиан Гиш в бродвейской постановке пьесы А. П. Чехова «Дядя Ваня», 1930

В 1928 году Гиш ушла из «MGM» и вернулась в театр. С появлением звукового кино стала реже сниматься, начала вновь выступать в театре, гастролируя не только в США, но и за рубежом. Позже она говорила в интервью про своё отношение к современному кинематографу: «Я продолжала сниматься в кино, но реже. Слово убивает действие. Фильмы перестали держать зрителей в напряжении. А в скучных фильмах скучно сниматься». В 1943—1945 году в составе театральной труппы совершила турне по Америке, играя в спектаклях «Трёхгрошовая опера», «Песня лютни», «Преступление и наказание» по роману Фёдора Достоевского, где также были задействованы Долли Хаас и Джон Гилгуд.

### Поздние годы
Лиллиан Гиш оставалась с Гриффитом до конца его жизни, заботясь о нём и его жене, пока Гриффит не умер в 1948 году. В 1946 году получила номинацию на «Оскар» за работу в фильме «Дуэль под солнцем». В 1960-х годах актриса появилась в некоторых фильмах («Комедианты» (1967), «Свадьба» (1978).
В 1970 году она получила специальный приз Американской киноакадемии за вклад в развитие кинематографа и актёрское мастерство и премии Американского киноинститута за совокупный творческий вклад (1984). В 1973 году Франсуа Трюффо предпослал своему фильму о мире кино «Американская ночь» посвящение сёстрам Гиш. По наблюдению советского и российского киноведа Валентины Колодяжной, такое признание со стороны французского режиссёра не случайно, а очень символично и имеет особый смысл, так как героини Лиллиан Гиш «были олицетворением моральной чистоты, благородства, лиризма, романтической любви», а сопоставление актрисы с последующими кинозвёздами «наводит на грустные размышления о моральном упадке искусства и общества».
В 1984 году 90-летняя Гиш участвовала в балете «Видение Розы» (хореография Михаила Фокина), который «Метрополитен-Опера» ставила к 100-летнему юбилею театра. Последний раз на киноэкранах актриса появилась в 1987 году в 93-летнем возрасте в драме «Августовские киты» с Винсентом Прайсом и Бетт Дейвис в главных ролях.
Кроме актёрской карьеры Лиллиан Гиш была сценаристом трёх работ: «Самое важное в жизни» (1918), «Переделывая её мужа» (1920), «Серебряное сияние» (1951).

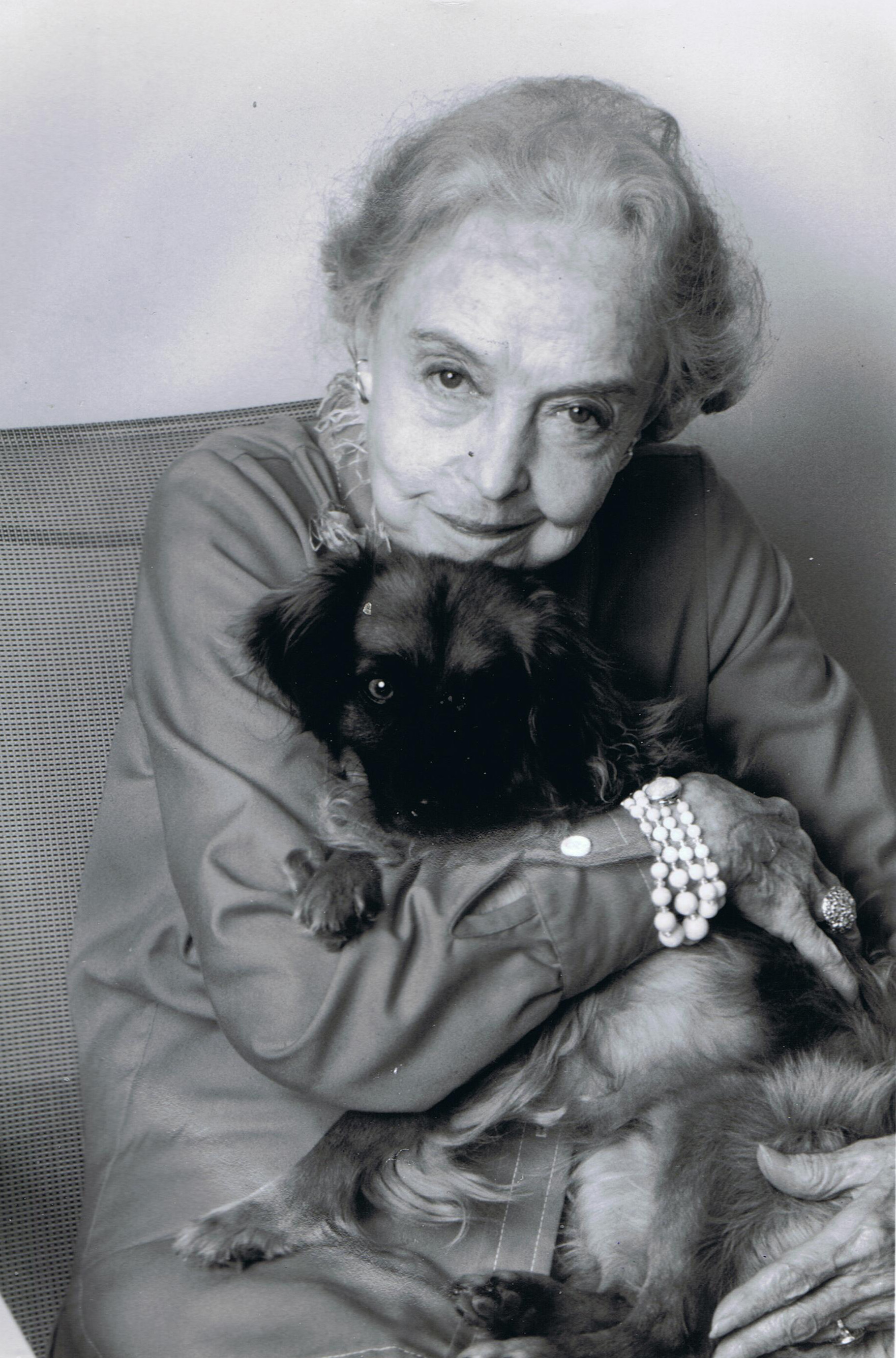
90-летняя Гиш в Париже в 1983 году

Лиллиан Гиш скончалась во сне 27 февраля 1993 года в возрасте девяноста девяти лет. Актриса похоронена рядом с сестрой Дороти Гиш (ум. 1968) в епископальной церкви св. Бартоломью в Нью-Йорке. Она никогда не была замужем и не имела детей.

## Избранная фильмография
| Год  |     | Русское название        | Оригинальное название                            | Роль                                                     |
| ---- | --- | ----------------------- | ------------------------------------------------ | -------------------------------------------------------- |
| 1912 | кор | Невидимый враг          | An Unseen Enemy                                  | старшая сестра                                           |
| 1912 | кор | Любительница румян      | The Painted Lady                                 | красотка на фестивале мороженого                         |
| 1912 | кор | Мушкетёры аллеи Пиг     | Musketeers of Pig Alley                          | маленькая леди                                           |
| 1913 | кор | Барышня и мышка         | The Lady and the Mouse                           | дочь торговца                                            |
| 1914 | ф   | Юдифь из Бетулии        | Judith of Bethulia                               | молодая мать                                             |
| 1914 | ф   | Битва полов             | The Battle of the Sexes                          | Джейн Эндрюс                                             |
| 1915 | ф   | Рождение нации          | The Birth of a Nation                            | Элси Стоунмен                                            |
| 1916 | ф   | Нетерпимость            | Intolerance: Love’s Struggle Throughout the Ages | мать, качающая колыбель                                  |
| 1919 | ф   | Сломанные побеги        | Broken Blossoms                                  | Люси Берроуз                                             |
| 1919 | ф   | Верное сердце Сьюзи     | True Heart Susie                                 | Сьюзи                                                    |
| 1919 | ф   | Величайший вопрос       | The Greatest Question                            | Нелли Джарвис                                            |
| 1920 | ф   | Путь на Восток          | Way Down East                                    | Анна Мур                                                 |
| 1921 | ф   | Сиротки бури            | Orphans of the Storm                             | Генриетта Жирар                                          |
| 1923 | ф   | Белая сестра            | The White Sister                                 | Анжела Кьяромонте                                        |
| 1925 | ф   | Бен-Гур: история Христа | Ben-Hur: A Tale of the Christ                    | статистка в толпе зрителей в эпизоде гонки на колесницах |
| 1926 | ф   | Богема                  | La Boheme                                        | Мими                                                     |
| 1926 | ф   | Алая буква              | The Scarlet Letter                               | Эстер Прин                                               |
| 1928 | ф   | Ветер                   | The Wind                                         | Летти Мейсон                                             |
| 1946 | ф   | Дуэль под солнцем       | Duel in the Sun                                  | Лора Белль Макканлс                                      |
| 1955 | ф   | Ночь охотника           | The Night of the Hunter                          | Рейчел Купер                                             |
| 1960 | ф   | Непрощённая             | The Unforgiven                                   | Матильда Закари                                          |
| 1967 | ф   | Комедианты              | The Comedians                                    | миссис Смит                                              |
| 1978 | ф   | Свадьба                 | A Wedding                                        | Нетти Слоан                                              |
| 1987 | ф   | Августовские киты       | The Whales Of August                             | Сара Уэббер                                              |

## Награды и номинации
Полный список наград и номинаций на сайте IMDB.com.
| Награды и номинации                    | Награды и номинации | Награды и номинации                     | Награды и номинации | Награды и номинации |
| Награда                                | Год                 | Категория                               | Работа              | Результат           |
| -------------------------------------- | ------------------- | --------------------------------------- | ------------------- | ------------------- |
| Оскар                                  | 1947                | Лучшая женская роль второго плана       | Дуэль под солнцем   | Номинация           |
| Оскар                                  | 1971                | Почётная награда                        | н/д                 | Победа              |
| Золотой глобус                         | 1968                | Лучшая актриса второго плана            | Комедианты          | Номинация           |
| Американский институт киноискусства    | 1984                | Награда за достижения в жизни           | н/д                 | Победа              |
| Независимый дух                        | 1988                | Лучшая женская роль                     | Августовские киты   | Номинация           |
| Грэмми                                 | 1989                | Лучшее оформление альбома               | Плавучий театр      | Номинация           |
| Премия Лондонского кружка кинокритиков | 1987                | Специальная награда за достижения       | н/д                 | Победа              |
| Национальный совет кинокритиков США    | 1987                | Лучшая актриса                          | Августовские киты   | Победа              |
| Национальный совет кинокритиков США    | 1987                | Награда за карьерные достижения         | н/д                 | Победа              |
| Орден Искусств и литературы            | 1983                | Командор ордена Искусств и литературы   | н/д                 | Победа              |
| Премия Центра Кеннеди                  | 1982                | Премия Центра Кеннеди                   | н/д                 | Победа              |
| Голливудская «Аллея славы»             | 1960                | Именная звезда за вклад в киноиндустрию | н/д                 | Победа              |

## Комментарии
1. ↑  Хотя существует необоснованное утверждение, что сестры Гиш родились с фамилией «де Гиш» (франц. de Guiche), их фамилия при рождении была именно «Gish». Согласно биографической книге Чарльза Аффрона[5], «Фамилия „Гиш“ изначально была источником некой мистификации. В 1922 году, во время премьеры фильма „Сиротки бури“ Лиллиан сообщила, что фамилия „Гиш“ — французского происхождения, восходящая к герцогу де Гишу.〈…〉Подобные фальсификации со стороны пресс-агентов были обычным делом».
2. ↑  Её отцом, дедом Лиллиан, был влиятельный политический деятель Сэмюэл Робинсон — сенатор, представлявший штат Огайо[8].
3. ↑  Родителей Джеймса звали Дэвид Эдвин Гиш и Диана Кэролайн Вальц; его полное имя согласно записи о его крещении от 29 ноября 1872 года — Джеймс Леонидас Гиш (англ. James Leonidas Gish)[12]. По утверждению Лиллиан, он был масоном 32-го градуса согласно Древнему и принятому шотландскому уставу[13].
4. ↑  В большинстве театральных мелодрам того времени главная героиня имела ребёнка или маленькую сестру; их реплики, как правило, были малозначительными[18].
5. ↑  Так указывает в своей автобиографии[18] сама Гиш; по другим сведениям[19], её дебют на сцене состоялся в 1902 году.